# 25650 Shaubakshi
25650 Shaubakshi è un asteroide della fascia principale. Scoperto nel 2000, presenta un'orbita caratterizzata da un semiasse maggiore pari a 2,3249114 UA e da un'eccentricità di 0,1788942, inclinata di 5,80562° rispetto all'eclittica.